# Kościół San Silvestro I papa w Wenecji

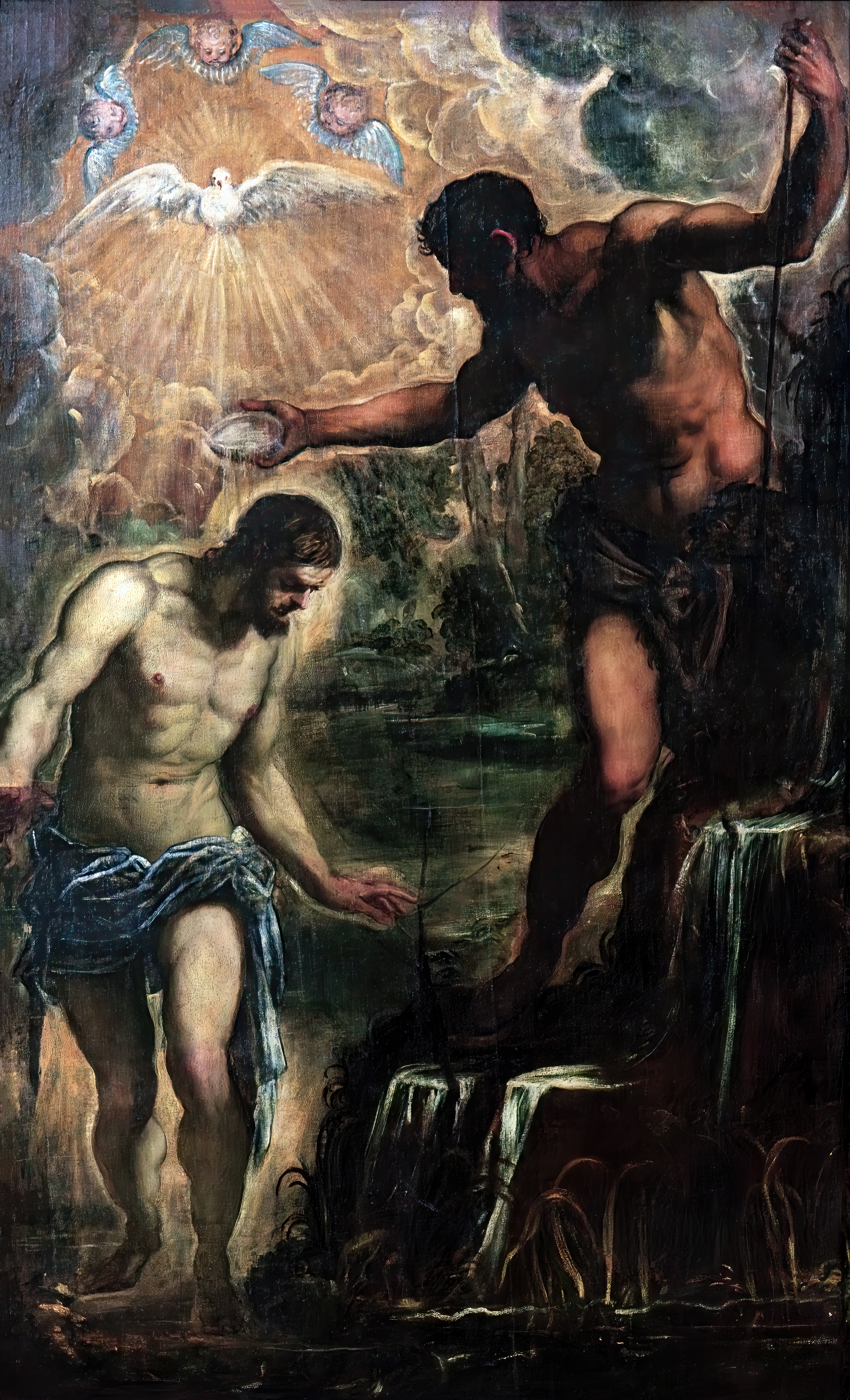
Jacopo Tintoretto, Chrzest Jezusa, ok. 1580

Kościół San Silvestro I papa (pol. kościół św. Sylwestra I papieża) – rzymskokatolicki kościół w Wenecji w dzielnicy (sestiere) San Polo. Administracyjnie należy do Patriarchatu Wenecji. Jest kościołem parafialnym w parafii pod tym samym wezwaniem, wchodzącej w skład dekanatu S. Polo - S. Croce - Dorsoduro. 
Wśród zgromadzonych w jego wnętrzu dzieł sztuki wyróżnia się obraz Chrzest Jezusa Jacopa Tintoretta.

## Historia
Data wzniesienia kościoła św. Sylwestra I papieża jest niepewna, ale według dawnych kronik fakt ten mógł mieć miejsce w II połowie IX wieku, w okresie intensywnego rozwoju demograficznego i urbanistycznego miasta oraz pierwszej organizacji parafii na wyspach miejskich. Według tych samych źródeł kościół został zbudowany przy wsparciu zamożnych rodzin kupieckich, które osiedliły się w Rialto na początku tamtego wieku, zwłaszcza Caloprini di San Silvestro. Po wygaśnięciu rodu i jego patronatu nad kościołem został on w 989 roku przyznany przez urząd doży razem należnymi przychodami patriarchatowi Grado. Kościół miał już wtedy status kościoła parafialnego. Wraz z ostatecznym przeniesieniem siedziby patriarchy Grado do Rialto, prawdopodobnie już przed połową XII wieku, kościół św. Sylwestra stał się jego własnością, będąc siedzibą kancelarii i sądów kurii. Wywołało to długotrwale spory kompetencyjne pomiędzy patriarchą a episkopatem weneckim pod przewodnictwem biskupa Castello. Kwestie te zostały ostatecznie rozwiązane dopiero w 1451 roku, kiedy to bullą Regis aeterni papież Mikołaj V zlikwidował patriarchat Grado, przenosząc jego tytuły, jurysdykcję i prawa własnościowe na nowo utworzony patriarchat Wenecji, do którego została również włączona parafia San Silvestro.
Kościół został w pierwszej połowie XV wieku przebudowany i w 1422 roku poświęcony razem z pobliskim oratorium Ognissanti. Przed niedzielą wielkanocną 1820 roku zawalił się ołtarz św. Józefa. Kolejne badania wykazały, że zawalenie groziło całemu kościołowi. Jego przebudowę rozpoczęto w 1836 roku według planów Lorenza Santi, a po jego śmierci kontynuowano pod kierunkiem Giovanniego Battisty Meduny. Prace budowlane dobiegły końca w 1843 roku, a w 1850 roku kościół rekonsekrowano.
Na mocy dekretu napoleońskiego Królestwa Włoch z 5 czerwca 1805 roku (oraz kolejnych dekretów) zainicjowano w Wenecji proces kasat i przekształceń kościołów i klasztorów oraz zmian granic parafii. W latach 1807–1810 zmniejszono liczbę parafii weneckich z ponad 70 do 30, kościół św. Sylwestra zachował jednak swój status kościoła parafialnego, a jego parafia została powiększona poprzez włączenie do niej terenów zlikwidowanych parafii San Matteo i San Giovanni Elimosinario, a w 1810 roku – Sant’Apollinare (Sant’Aponal). Kościół aż do 1807 roku miał dodatkowo status kolegiaty, która była zarządzana przez kapitułę złożoną z trzech kapłanów tytularnych, diakona i subdiakona. Od 1807 roku kościołem zarządza proboszcz z nominacji patriarchy.
W 2010 roku kościół został zamknięty z powodu spadających fragmentów sufitu. Po około dwóch latach oczekiwania, w czasie których jego funkcje kultowe były zawieszone, rozpoczęła się jego restauracja. Prace, zaplanowane na około rok, miały być sfinansowane z funduszy przekazanych przez Ministerstwo Robót Publicznych. Zostały one zakończone w maju 2016 roku. Oprócz kampanili nie pozostały żadne ślady po wcześniejszych budynkach, z wyjątkiem fragmentu kolumny z kapitelem w stylu wenecko-bizantyńskim, wbudowanej w ścianę od strony Rio Terrà.

## Architektura

### Fasada
Fasada pochodzi z 1909 roku i jest dziełem Giuseppe Sichera. W niszy nad drzwiami stoi XVII-wieczny posąg św. Sylwestra.

### Kampanila
Pierwotna kampanila została zniszczona przez trzęsienie ziemi 25 stycznia 1347 roku. W 1422 roku została odbudowana, a w 1840 – odrestaurowana. Ma 47 metrów wysokości i zestaw dzwonów uruchamianych ręcznie.

## Wnętrze
Wnętrze jest jednonawowe. Jego wystrój pochodzi w większości z początku XIX wieku, kiedy to kościół został przebudowany w stylu neoklasycznym. Płaski sufit został pomalowany w stylu naśladującym kasetony. Spośród licznych obrazów, które niegdyś zdobiły wnętrze, a później zostały rozproszone, zachowały się: znany Chrzest Jezusa Jacopa Tintoretta z ok. 1580 roku (przywrócony po XIX-wiecznej przebudowie i odnowiony w 2004 roku) oraz wiszący naprzeciw niego Św. Tomasz Becket na tronie pędzla Girolama da Santacroce z 1520 roku. 